# Ку-чо
„Ку-чо“ (на английски: Dog Man) е американски анимационен филм от 2025 г., базиран на едноименната поредица комикси, публикувани от Дав Пикли, продуциран е от „Дриймуъркс Анимейшън“ и е разпространен от „Юнивърсъл Пикчърс“. Като спиноф на „Капитан Гащи: Първото епично приключение“ (2017) и втори филм от поредицата „Капитан Гащи“, режисьор е Питър Хестингс. Озвучаващият състав се състои от Пийт Дейвидсън, Лил Рел Хауъри, Айла Фишър, Попи Лиу, Стивън Рут, Били Бойд и Рики Джървейс.
„Дриймуъркс Анимейшън“ обявява филмовата адаптация на „Ку-чо“ през декември 2020 г., докато Хестингс е нает да режисира след вдъхновението му от произведенията на Пилки за „Епичните приказки на Капитан Гащи“ (2018 – 2020). Карън Фостър се присъединява като продуцент през януари 2024 г.
Премиерата на филма се състои в международния фестивал на комедийния филм в Алп д'Юез, Франция на 15 януари 2025 г. и излиза на 31 януари 2025 г. в САЩ.

## Озвучаване
- Пийт Дейвидсън – Пийти, котка и враг на Ку-чо[5]
- Лил Рел Хауъри – Полицйески шеф[5]
- Айла Фишър – Сара Хатоф, репортерка[5]
- Попи Лиу – Бътлър, асистент на Пийти.[5]
- Стивън Рут – Грампа, бащата на Пийти.[5]
- Били Бойд – Сиймъс, оператор на Сара.[5]
- Рики Джървейс – рибката Флипи[5]
- Лорейн Нюман
- Луенел
- Мелиса Виласеньор
- Шери Отери
- Кейт Микучи
- Маги Уийлър
- Пиърс Бънтинг
- Макс Коч
- Ранума Пантаки

## В България
В България филмът излиза по кината на 21 февруари 2025 г. в разпространение от „Форум Филм България“.